# Hyundai Motor Company
Hyundai Motor Company (кореј. 현대자동차 주식회사, Хјонд'е Мотор Компани, Hyeondaejadongcha jusikoesa) је јужнокорејски мултинационални произвођач аутомобила са седиштем у Сеулу. Заједно са Кијом, и његовим луксузном подружницом Џенезис моторс која је у 100% власништву, чини Хјундаи мотор групу (Hyundai Kia Automotive Group). Хјундаи мотор група је 2012. године био први по величини произвођач аутомобила у Јужној Кореји, а други у Азији са 7,1 милион јединица, након Тојоте са 10,1 милиона јединица, и четврти у свету. Хјундаи на корејском значи модерно.
Hyundai управља највећим светским интегрисаним постројењем за производњу аутомобила у Улсану у Јужној Кореји, које има годишњи производни капацитет од 1,6 милиона јединица. Компанија запошљава преко 100 хиљада људи широм света. Хјундаи возила се продају у 193 земље у око 5.000 ауто салона и продајних места.

## Историјат
Hyundai је основао Корејац Chung Ju-yung (1915–2001). Почео је са малим ауто сервисом, који је отворио 1940. године. Његова фирма је привукла многе муштерије, захваљујући његовом радном приступу – брзо и ефикасно. Кључном се показала подршка Американаца који су у то време помагали Кореји да се ослободи од Јапана. Американци су били веома задовољни његовом ауто сервисом. После Другог светског рата, у априлу 1946. године први пут је коришћен назив Hyundai 1947. године основао је другу компанију, Hyundai Engineering and Constructing, која се бавила грађевином. Тако су настали темељи Хјундаи групације.
Hyundai се добро развијао, захваљујући чињеници да се оснивач умео снаћи и у најтежим ситуацијама. Његов мото био је време је новац. Chung Ju-yung се увек трудио да неконвенционалним начином буде бржи и јефтинији од конкуренције. Тако је освојио Американце јер је у невероватно кратком временском року саградио резиденцију за генерала Ајзенхауера. То му је помогло да добије један од главних уговора о изградњи америчке војне базе на Аљасци и острву Гвам.
Хјундаи је 1968. године потписао са Фордом споразум о дељењу технологије и први модел који је произведен из те сарадње био је Кортина. Након овог модела брзо је уследио нови, Пони први модел који је пројектован и израђен у Кореји. Ипак његови нацрти нису били потпуно корејски јер је коришћена технологија јапанског Мицубишија. Хјундаи долази у САД 1986. године са моделом Excel, који је постао хит због своје ниске цене и продао се у преко 100.000 примерака у првих седам месеци.
Ово је био њихов последњи модел након кога су 1988. године прешли на сопствену технологију. Соната је био њихов први модел средње величине. Упркос труду који је уложен да се изгради јак бренд Хјундаи је доживео неуспех због лошег квалитета и непоузданости. У периоду деведесетих година 20. века Хјундаи је био у јако незахвалном положају на америчком тржишту. Уместо повлачења компанија је одлучила да изврши значајне инвестиције у нови дизајн и технологију. До доласка 21. века компанија је постала један квалитетан произвођач аутомобила. Хјундаи је релативно брзо ушао међу првих десет аутомобилских произвођача на свету.
Послују у преко 193 земље. Продаји је помогла и чињеница да је бренд ушао међу сто највреднијих на свету. Комуникација је један од најпрепознатљивијих карактеристика Хјундаија, о чему говори њихов лого – стилизовано H које представља два човека који се рукују, купца и продавца.

## Линија производа
Hyundai производи лимузине, хечбекове, укрштене СУВ, комбије, пикапе, тешке камионе и аутобусе у бројним фабрикама широм света.

### Аутомобили
| Ранк | Модел                   | Глобална продаја |
| ---- | ----------------------- | ---------------- |
| 1    | Тусон                   | 476.834          |
| 2    | Елантра/Авант/i30 Седан | 380.907          |
| 3    | Крета/ix25              | 313.693          |
| 4    | i10/Xcent/Аура          | 245.611          |
| 5    | Кона/Енцино/Кауај       | 233.170          |
| 6    | Санта Фе                | 221.230          |
| 7    | Венју                   | 185.720          |
| 8    | Асент/Верна/Соларис     | 184.286          |
| 9    | Соната                  | 158.361          |
| 10   | Палисад                 | 157.688          |

Најпродаванија лимузина овог предузећа, према подацима о продаји компаније у 2021. години, била је Елантра (Авант у Јужној Кореји), која је забележила 380.907 јединица. Овај модел је произвођен у неколико фабрика, између осталог у Јужној Кореји, Сједињеним Државама, Кини. Још један популаран модел лимузине је Алцент/Верна, који је популаран на тржиштима у развоју, укључујући Кину, Индију, Блиски исток, као и развијеним тржиштима попут Северне Америке. Овај модел је престао да се производи у Јужној Кореји 2019. године, пошто је његова производна база премештена у Мексико и Индију.
Остали модели седана су Соната средње величине, извршни Грандеур и неколико модела оријентисаних на Кину који се састоје од Реине, Целесте, Лафесте и Мистре.
Неки хечбек модели које је развио Hyundai подељени су на моделе развијене за индијско и европско тржиште. Модели i10 и i20 су прављени у Индији и Европи, са неколико промена између индијске и европске верзије како би се осигурало да модел може да одговара сваком тржишту. Остали хечбек модели укључују Сантро почетног нивоа који је први пут представљен 1998. за индијско тржиште, аутомобил i30 Ц-сегмент за развијена тржишта, HB20 за бразилско тржиште и хечбек верзију Акцента за тржишта ван Индије и Европе.

### Укрштени/СУВ
Hyundai је рано ушао на тржиште укрштених СУВ возила са Санта Феом 2000. године, а затим са мањим Тусоном 2004. Санта Фе је био велики хит на америчком и европском тржишту, упркос томе што је у прошлости добијао критике због нејасног изгледа аутомобила. Убрзо је постао најпродаванији Hyundai и био је један од разлога што је Hyundai преживео упркос томе што је њихова продаја опала. Од 2020. године, Хјундај је продао више од 5.260.000 јединица Санта Феа широм света.
Тусон прве генерације је своју платформу засновану на Елантри делио са Кија Спортиџом. У већини земаља, осим Јужне Кореје и Сједињених Држава, Тусон је обустављен у корист Хјундај ix35 од 2009. до 2015. Међутим, име Тусон је враћено за трећу генерацију, где је требало да се користи на свим тржиштима. Представљен је на Салону аутомобила у Женеви 2015. године. Тусон је четврти најпродаванији СУВ на свету у 2020. години, са укупном продајом од 451.703 јединице, испод Тојоте RAV4, Хонде CR-V и Фолксвагена Тигуана.
До средине 2010-их, Hyundai је кренуо у развој мањих укрштених СУВ модела, почевши од Крете (ix25 у Кини) из 2014. и Коне 2017. Кона се такође састоји од хибридне електричне и чисто електричне варијанте са батеријом. До 2019. године, оба модела су постала треће и четврто најпродаваније возило марке, док је Крета био најпродаванији СУВ у Русији од 2016, и Индији 2020. У 2021, Хјундај је објавио свој први укрштени СУВ модел у јужнокорејском сегменту лаких аутомобила, Каспер. То је први подухват бренда у овом сегменту у последњих 15 година, а такође и најмањи аутомобил који бренд производи било које врсте.

## Модели

### Садашњи модели
- Hyundai Accent
- Hyundai Aslan
- Hyundai Bayon
- Hyundai Elantra
- Hyundai Eon
- Hyundai ix20
- Hyundai Grandeur
- Hyundai i10
- Hyundai i20
- Hyundai i30
- Hyundai i40
- Hyundai Mistra
- Hyundai Sonata
- Hyundai Staria
- Hyundai Veloster
- Hyundai Xcent
- Hyundai Starex
- Hyundai Porter
- Hyundai Santa Fe
- Hyundai Tucson

## Галерија
- i10 (2019)
- i20 (2020)
- i30 (2016)
- Elantra (2020)
- i40 (2011)
- ix20 (2010)
- Tucson (2020)
- Santa Fe (2018)